# 左塞爾金字塔
左塞爾金字塔（英語：Pyramid of Djoser）又稱為階梯金字塔（英語：。實際上，阶梯金字塔是一類金字塔的總稱，但有時專指左塞爾金字塔），是埃及的一座金字塔，位於塞加拉（Saqqara）。左塞爾金字塔為埃及第三王朝法老左塞爾的陵墓，是左塞爾命令宰相印何闐所設計建造的，估計在前2667年至前2648年建造，也是埃及第一座金字塔，也是首座由6個馬斯塔巴組成的金字塔，每一層馬斯塔巴都比下一層馬斯塔巴更小。
左塞爾金字塔有62米（203英尺）高，底邊為109米×125米（358英尺×410英尺），外部則是白色拋光石灰石。这座金字塔認為最早由方石組成的大型建築，雖然附近的Gisr el-Mudir似乎比左塞爾金字塔還要早。人類已知最古老的未加工石造建築可以追溯到公元前3000年，位於秘魯卡拉爾。

## 歷史
左塞爾是埃及古王國時期（約公元前2686年至2125年）第三王朝（約公元前2667年至2648年）的第一或第二位法老。歷史學家認為他統治埃及19年（或36年）。他統治埃及的時間足夠讓他實現建築金字塔的計劃。
左塞爾以這座陵墓聞名於世，成為塞加拉最有名的建築。在這個墳墓中，他被稱為Netjerykhet，左塞爾是數千年後的新王國時期才給予的名稱。左塞爾金字塔與先前的任何建築都要不同，它創下了幾個重要的前例，最重要的一個也許是首座石造紀念性建築。這樣一個龐大而精心雕琢的石造建築所產生的社會影響相當驚人。建立這樣一種石造建築的過程將比以前的建築更需要密集的勞動力，這表明國家對資源的控制、人力和物力都達到一個嶄新的水準。另外，古王國時期的法老都葬在北方，不是在阿拜多斯。此外，雖然左塞爾金字塔與之後的複合建築物不同，階梯金字塔設計的許多元素都成為第四、五、六王朝的金字塔所採用，包括了吉薩三大金字塔。最後，印和闐擔任左塞爾金字塔的建築師，負責設計和施工。

## 結構

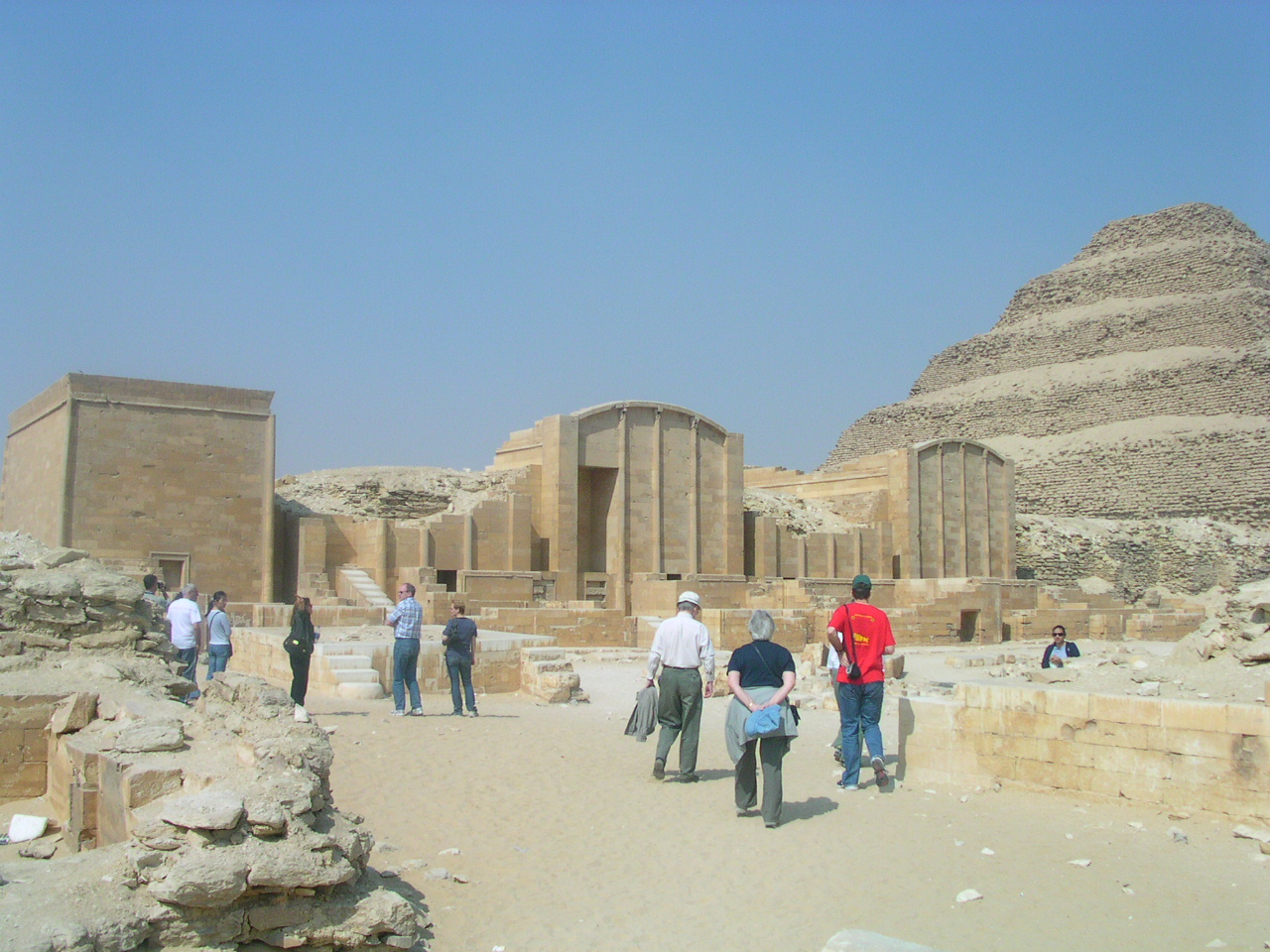
左塞爾金字塔附近的神廟

左塞爾金字塔的功能包含現世和來世。古埃及的金字塔不只是墳墓，也有成功促使法老抵達來世，使他可以永遠重生的目的。階梯金字塔的象徵意義仍是未知的，可能是象徵一個巨大的王冠，因為附近建造了七個小型金字塔（不是墳墓）。另一種廣被接受的理論是，階梯金字塔促使法老升天，得以加入永恆的北極星。
法國建築師讓－菲利普·勞爾是階梯金字塔主要的發掘者，重建了金字塔複合建築的關鍵部分。金字塔複合建築面積為15公頃，是古王國Hierakonpolis鎮的2.5倍左右。左塞爾金字塔有一些設計與其後的古王國金字塔不同，首先，金字塔神廟位於左塞爾金字塔的北側，而以後的金字塔神廟是位在金字塔東邊。此外，左塞爾金字塔是建立一條南北軸線上，而之後的金字塔複合建築則使用東西軸線。此外，左塞爾金字塔只有一座圍牆保護，後來的金字塔則有兩座圍牆。

### 圍牆
左塞爾金字塔的周圍被一道10.5米高的圍牆所環繞，由光滑的圖拉石灰石所構成。這座圍牆的外觀類似第一王朝的墳墓，它具有鮮明的宮殿外觀。該圍牆上面有14道門，但是只有一個入口，位於在東南方角落。這種配置類似於阿拜多斯早期的王朝墳墓，其入口都位在東邊。其餘的門被稱為假門，目的是提供法老在來世使用。它們作為一種管道，法老可以通過它來往現世和來世之間。圍牆東南端有一個狹窄的通道連接到有蓋柱廊。

### 階梯金字塔

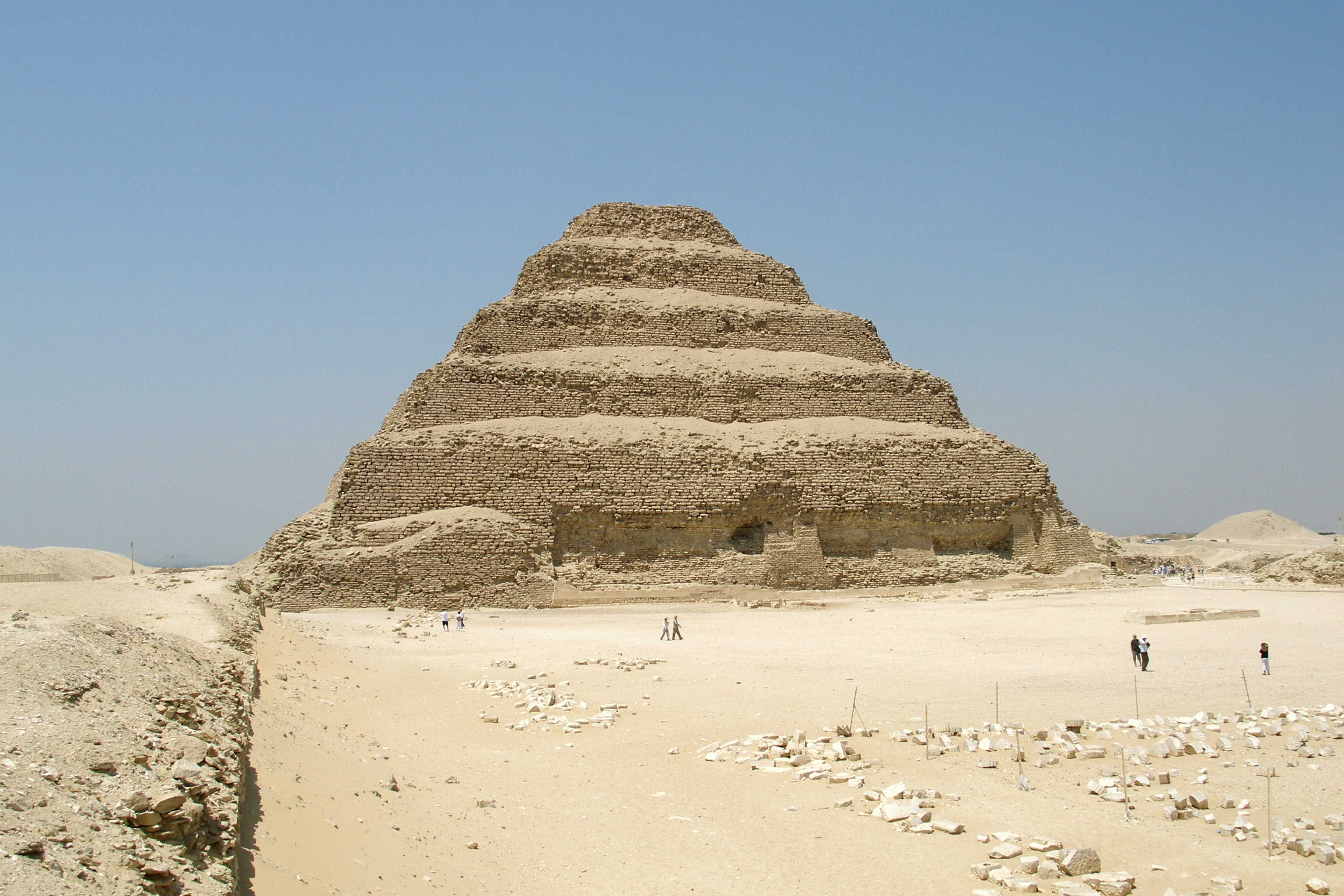
左塞爾金字塔

階梯金字塔共有六層，以六個步驟建設完成，可能是一種實驗性建築結構。金字塔一開始只是一個馬斯塔巴（M1），然後逐漸擴大，先均勻地擴大四個面（M2），然後只擴大東側（M3）。馬斯塔巴的建造分為兩個階段，首先完成四階梯式建築結構（ P1），然後形成一個六階梯式建築結構（P2），長方形的底座位於東西軸線。事實上，最初的正方形馬斯塔巴已讓許多人相信，這個建築不是一個紀念碑，因為沒有任何已知的馬斯塔巴是正方形建築。階梯金字塔最後達到62米高，面積為1,221平方米。當馬斯塔巴逐漸變成四階金字塔時，他們完成建築史上的一個重大轉變。建築馬斯塔巴時，埃及人進行水平的建設工程，但是在建造金字塔時，他們建設吸積層向內傾斜，而使用的石塊更大，品質更高。建造金字塔所需的岩石可能經由巨大溝渠從採石場運送過來。歷史學家廣泛認為埃及人使用坡道，將沈重的石頭抬高來建造金字塔，並已經提出了許多可行的模式。埃及人放置沉重的石頭在圓木上，藉此順利運輸至建築工地。

## 內部結構
階梯金字塔內部是一個房間和廊道所構成的迷宮，總長約6公里，連接到一個面積有7米平方，28米深的中央走廊。這些房間是法老、家庭成員的墓室，也存儲食品和補給品。通往中央走廊的入口位在金字塔北邊，這一個方式將在整個古王國中被持續模仿。地下通道的兩側覆蓋著石灰石，鑲嵌著藍色彩陶瓷磚。歷史學家在儲藏室發現超過40,000艘的石船，其中有許多年代早於左塞爾時期。這些石船是在為了左塞爾的內臟在來世的需求而放置在此。中央墓室的西方、南方、北方有一個龐大的地下廊道。

## 外部連結
- Professor Treat （页面存档备份，存于） offers an on-line tour （页面存档备份，存于） of this ancient site.
- 左塞尔金字塔的全景照片

| 紀錄            | 紀錄                                        | 紀錄                |
| --------------- | ------------------------------------------- | ------------------- |
| 前任： 耶利哥塔 | 世界最高建築 西元前2648年 – 前2610年 62公尺 | 繼任： 美杜姆金字塔 |